# Willie Lanier
Willie Edward Lanier (Clover, Virginia, 21 de agosto de 1945), más conocido como Willie Lanier, es un exjugador profesional estadounidense de fútbol americano que se desempeñó en la posición de middle linebacker en la National Football League (NFL). Es miembro del Salón de la Fama del Fútbol Americano Profesional.

## Carrera
Lanier jugó como profesional once temporadas en Kansas City Chiefs (1967-1977), equipo en el que se retiró.

## Reconocimiento
El 2 de agosto de 1986, ingresó como miembro al Salón de la Fama del Fútbol Americano Profesional.